# Тетрацианомеркурат(II) калия
Тетрацианомеркурат(II) калия — неорганическое соединение,
комплексная соль калия, ртути и синильной кислоты
с формулой K2[Hg(CN)4],
бесцветные кристаллы,
растворяется в воде.

## Получение
- Реакция цианид ртути(II) и цианистого калия [2]:

{\displaystyle {\mathsf {Hg(CN)_{2}+2KCN\ {\xrightarrow {}}\ K_{2}[Hg(CN)_{4}]}}}

## Физические свойства
Тетрацианомеркурат(II) калия образует бесцветные кристаллы
кубической сингонии,
пространственная группа F d3m,
параметры ячейки a = 1,276 нм, Z = 8.
Растворяется в воде и этаноле.